# Gunung Akul
Gunung Akul är ett berg i Indonesien.   Det ligger i provinsen Aceh, i den västra delen av landet, 1 600 km nordväst om huvudstaden Jakarta. Toppen på Gunung Akul är 2 468 meter över havet, eller 177 meter över den omgivande terrängen. Bredden vid basen är 2,5 km.
Terrängen runt Gunung Akul är varierad.Runt Gunung Akul är det glesbefolkat, med 15 invånare per kvadratkilometer. I omgivningarna runt Gunung Akul växer i huvudsak städsegrön lövskog.